# 矢柄住宅
座標: 北緯34度33分8秒 東経133度43分56秒 / 北緯34.55222度 東経133.73222度
矢柄住宅（やがらじゅうたく）は、岡山県倉敷市連島町矢柄にある住宅街。略称は矢住。

## 概要
大平山の南の麓に位置し、おおよそ200メートル四方の碁盤の目状に区画された住宅地である。道幅は矢住を除く矢柄地区や周辺の茂浦地区、大江地区などと比べ広く作られている。

## 歴史
第二次世界大戦中に三菱重工業水島航空機製作所（現在の三菱自動車工業水島製作所）が開設されるにあたって、幹部職員用の社宅が造成されたものがもとになっている。もとは矢柄、茂浦、新田の集落に囲まれた水田であったが、1942年4月9日に認可された連島都市計画土地区画整理（内務省告示435号）により住宅地として造成された。住宅営団広島支所による設計図によれば、中央部に浴場、集会所兼診療所、理髪店、商店、児童公園といった厚生施設があり、その周囲に平屋一戸建て住宅180戸が配置された。約40坪の敷地に12坪ほどの平屋住宅が多く、一部にその2倍程度の規模の住宅もあった。水島航空機製作所は水島空襲によって壊滅状態となり終戦に伴い廃止されたため、不要となった土地や住宅は大蔵省に物納され、それが地元住民に払い下げられた。幹部職員向け社宅は製作所により近い常盤町や寿町にも配置されていたが、これらはすでに再開発されており、多くの家屋が建て替わっているとはいえ往時の姿を幾分なりとも留めているのは矢柄住宅のみである。

## アクセス
- 両備バス「ヤットコ」停留所下車